# Helicopsyche neocaledonia
Helicopsyche neocaledonia là một loài Trichoptera trong họ Helicopsychidae. Chúng phân bố ở miền Australasia.